# Sân bay Kerteh
Sân bay Kerteh (IATA: KTE, ICAO: WMKE) nằm ở Kerteh, thủ phủ bang Terengganu, Malaysia.
Sân bay này thuộc sở hữu và điều hành bởi Petroliam Nasional Berhad hay Petronas, và được xây dựng để phục vụ mục đích của các nhân viên dầu ngoài khơi. Sân bay này mặc dù nhỏ, có một đường băng 3.000 mét dài duy nhất, nhưng trước đây có thể chứa một chiếc Boeing 737-400. Hầu hết các hoạt động trung tâm của sân bay là vận hành các máy bay trực thăng bởi Dịch vụ Trực thăng Malaysia (MHS), được sử dụng để vận chuyển người lao động đến nơi này. Sân bay này cũng được sử dụng một ngày trong tuần để cố định phục vụ hành khách bằng một Beechcraft 1900 (Máy bay chở khách động cơ cánh quạt), điều hành bởi MHS, mà các nhân viên con thoi có thể từ Petronas và ExxonMobil từ Kerteh đến Sân bay Sultan Abdul Aziz Shah (SZB) ở Subang, Kuala Lumpur. Tuy nhiên, các dịch vụ cố định ấy đã ngừng hoạt động và bây giờ được thay thế bằng Firefly (hãng hàng không) hoạt động theo lịch trình các chuyến bay hằng ngày, sử dụng ATR 72 -500 trên đường bay này.

## Hàng không và điểm đến
- Firefly (Subang)